# Catherine Nay

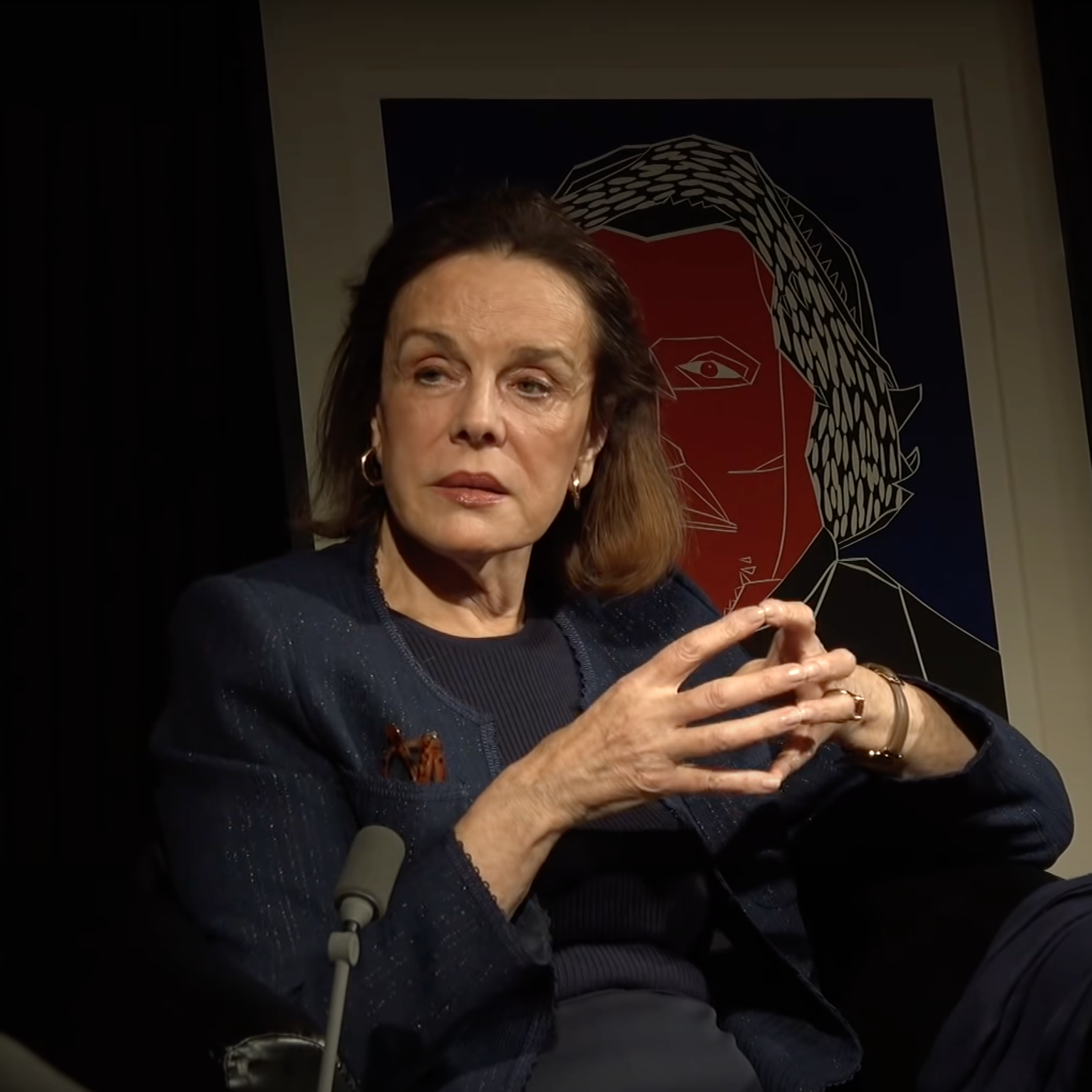
Catherine Nay

Catherine Nay (Tours, 1 januari 1943) is een Frans journaliste en schrijfster.
Nay werd bekend als politiek journaliste voor l'Express. Vanaf 1966 schreef ze er over de Franse politiek en met name de kopstukken van de rechtse partijen maar ze vertrok er omdat ze het steeds meer oneens was met de links-liberale lijn van het blad. Vanaf 1975 werd ze politiek commentator van radiozender Europe 1.
In 1984 schreef ze een boek over François Mitterrand, Le noir et le rouge. In 2020 verscheen het eerste deel van haar memoires onder de titel Souvenirs, souvenirs.